# 四王天政孝
四王天政孝（しおうてん/しほうてん まさたか，？—1582年7月2日），戰國時代及安土桃山時代的武將及大名。明智光秀的家臣。通稱又兵衞及但馬守。

## 略歴
丹波國冰上郡柏原庄平井村人。弟弟為四王天政實。
政孝於明智光秀入侵丹波國時加入配下。天正3年（1575年）協助攻略丹波攻但敗退。同年進攻越前、翌年參加石山合戰，多數時間四王天兄弟都同時參加各種大小會戰。
天正6年（1578年）赤井直正病死。天正7年（1579年）政孝跟隨明智軍（織田軍）攻陷冰上郡的高見城、天田郡的鬼之城。八上城攻略時，波多野秀治與弟弟政實格鬥，最後被政孝捕獲。8月，赤井氏的居城黑井城陷落城，光秀完全平定丹波。
光秀將丹波分配諸將治理配，四王天兄弟成為福知山城代，政孝領有福知山城周邊1萬石的知行地。
本能寺之變時，代替負傷的明智光忠指揮明智軍進攻二条城。
天正10年6月13日山崎之戰，政孝戰死。政實成功逃亡，更名青木秀以仕於結城秀康。